# Asociación Paraguaya de Fútbol
La Asociación Paraguaya de Fútbol (APF) (en guaraní: Paraguái Mangapy Atyguasu), es la institución más importante y antigua de la promoción, organización y reglamentación de las competiciones de fútbol realizadas en la República del Paraguay, entre las que se incluyen las de Futsal FIFA y fútbol de playa, como asimismo de sus respectivas selecciones nacionales.

## Historia
La Asociación Paraguaya de Fútbol se fundó el 18 de junio de 1906 bajo el nombre de Liga Paraguaya de Football Association (LPFA) por parte de los cinco clubes que había en ese momento, Olimpia, Nacional, Guaraní, Libertad y General Díaz de Asunción. En la reunión fundacional, Olimpia estuvo representado por William Paats, quien llevó el fútbol a Paraguay.
Su primer presidente fue el periodista Adolfo Riquelme. Fue sucedido por Eusebio Ayala, que luego fue presidente del Paraguay.
En 1917, la Liga construyó el Estadio Defensores del Chaco, en el barrio Sajonia de Asunción. De esta manera, Asociación Paraguaya de Fútbol se convirtió en una de las pocas en todo el mundo en tener su propio estadio.
En 1921, durante la presidencia de Enrique Pinho, la liga se afilió a la Confederación Sudamericana de Fútbol (CONMEBOL). En 1925 fue aceptada como miembro de la FIFA.
En 1941 cambió su nombre a Liga Paraguaya de Fútbol y en 1957 hispanizó el nombre como Liga Paraguaya de Fútbol.
El 3 de diciembre de 1998 cambió su nombre al actual, Asociación Paraguaya de Fútbol, que casualmente es uno de los nombres que había adoptado una asociación de fútbol disidente, que luego se unió a la Liga, y que organizó campeonatos entre 1911 y 1917.
Su actual presidente es Robert Harrison, ex dirigente de Nacional, que en 2016 sucedió a Alejandro Domínguez, quien renunció para postularse a la presidencia de CONMEBOL luego de que Juan Ángel Napout renunció a ese cargo en diciembre de 2015.
Con el correr de los años, otras divisiones fueron creadas, como la Primera y la Segunda del Ascenso (actualmente denominadas Primera División B y Primera División C) y en 1997, se agregó la División intermedia, también conocida como la segunda división del fútbol paraguayo.

## Sucesión Institucional
Desde su fundación en 1906 hasta que adoptó su denominación definitiva en 1998, la APF recorrió la siguiente trayectoria institucional:
| Fundación: 18 de junio de 1906                |
| --------------------------------------------- |
| Liga Paraguaya de Football Association (LPFA) |

| Afiliacion a la Conmebol: 1921 |
| --- |
| La Liga Paraguaya de Fútbol consigue afiliarse a la Confederación Sudamericana de Futbol, durante la presidencia de Enrique Pinho. |

| Afiliación a la FIFA: 1925                                                                      |
| ----------------------------------------------------------------------------------------------- |
| La LPF se integra a las Asociaciones Miembro de la Federación Internacional de Fútbol Asociado. |

| Cambio de nombre: 1941         |
| ------------------------------ |
| Liga Paraguaya de Football LPF |

| Castellanización: 1957       |
| ---------------------------- |
| Liga Paraguaya de Fútbol LPF |

| Cambio de nombre: diciembre 1998   |
| ---------------------------------- |
| Asociación Paraguaya de Fútbol APF |

## Escudos
El escudo actual de la Asociación Paraguaya de Fútbol cuenta con los colores de la bandera paraguaya, las siglas de la entidad, así como una estrella en el medio.

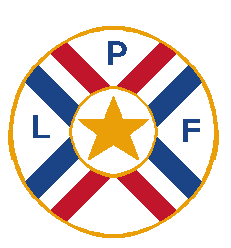
Primer logo de la APF/1906-1985
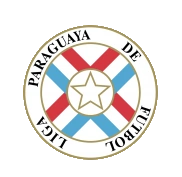
1986-1995
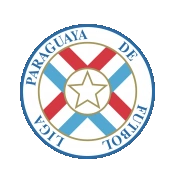
1995-1999
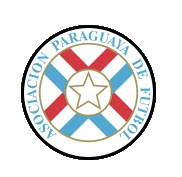
2000-2004
2004-2006
2007-2010
2010-2015
Logo actual de la APF

El primer logo y el último logo que se utilizó antes del cambio en el 2014 al escudo actual de la Asociación Paraguaya de Fútbol.

## Clubes del Paraguay
En la actualidad son dos los equipos que gozan de mayor número de aficionados en todo el país, los clubes de Asunción: Olimpia y Cerro Porteño; los de más cantidad de simpatizantes luego de esos, serían el Sportivo Luqueño de la ciudad de Luque, y los capitalinos Guaraní, Libertad y Nacional.

### Fútbol masculino
| Competición        | Edición actual | Última Edición | Campeón actual     |
| ------------------ | -------------- | -------------- | ------------------ |
| Primera División   | 2024           | 2023           | Libertad           |
| Intermedia         | 2024           | 2023           | Sol de América     |
| Primera División B | 2024           | 2023           | Atlético Tembetary |
| Primera División C | 2024           | 2023           | 12 de Octubre SD   |
| Copa Paraguay      | 2024           | 2023           | Libertad           |
| Supercopa Paraguay | 2024           | 2023           | Libertad           |

### Fútbol femenino
| Competición               | Edición actual | Última edición | Actual campeón |
| ------------------------- | -------------- | -------------- | -------------- |
| Primera División Femenina | 2024           | 2023           | Olimpia        |
| Sub-18 Femenina           | 2024           | 2023           | Olimpia        |

## Ascensos y descensos
| Pos | Ascendidos a Primera División |
| --- | ----------------------------- |
| 1.º | Sol de América                |
| 2.º | Club Sportivo 2 de Mayo       |

| Pos  | Descendido a Primera División B Nacional |
| ---- | ---------------------------------------- |
| 14.º | Guaraní (Trinidad)                       |

| Pos  | Descendidos de la Primera División |
| ---- | ---------------------------------- |
| 11.° | Sol de América                     |
| 12.º | 12 de Octubre                      |

| Pos | Ascendido de la Intermedia |
| --- | -------------------------- |
| 1.º | Sportivo Carapeguá         |

| Pos | Ascendidos a Intermedia |
| --- | ----------------------- |
| 1.º | Deportivo Recoleta      |
| 2.º | 24 de Setiembre VP      |

| Pos  | Descendidos a Primera División C |
| ---- | -------------------------------- |
| 16.º | General Caballero ZC             |
| 17.º | Fulgencio Yegros                 |

| Pos  | Descendidos de la Intermedia |
| ---- | ---------------------------- |
| 15.° | Sportivo Iteño               |
| 16.º | River Plate                  |

| Pos | Ascendidos de la Primera División B |
| --- | ----------------------------------- |
| 1.º | Benjamín Aceval                     |
| 2.º | Deportivo Humaitá                   |

## Pirámide del fútbol paraguayo
| Categoría | División | División | División | División | División | División | División |
| --------- | --- | --- | --- | --- | --- | --- | --- |
| 1         | Primera División 12 clubes: de la zona metropolitana y/o del interior (UFI). Clasifican a la Copa Libertadores: El campeón del Apertura, el campeón del Clausura, y los dos equipos que hayan obtenido mayor cantidad de puntos sumando ambos torneos y que no sea ninguno de los campeones. Clasifican a la Copa Sudamericana: Los posicionados en el puesto 5, 6 y 7 de la tabla acumulativa, y el campeón de la Copa Paraguay (que puede o no ser un equipo de Primera División). Descienden los 2 clubes con los peores promedios, considerando los últimos 3 años. | Primera División 12 clubes: de la zona metropolitana y/o del interior (UFI). Clasifican a la Copa Libertadores: El campeón del Apertura, el campeón del Clausura, y los dos equipos que hayan obtenido mayor cantidad de puntos sumando ambos torneos y que no sea ninguno de los campeones. Clasifican a la Copa Sudamericana: Los posicionados en el puesto 5, 6 y 7 de la tabla acumulativa, y el campeón de la Copa Paraguay (que puede o no ser un equipo de Primera División). Descienden los 2 clubes con los peores promedios, considerando los últimos 3 años. | Primera División 12 clubes: de la zona metropolitana y/o del interior (UFI). Clasifican a la Copa Libertadores: El campeón del Apertura, el campeón del Clausura, y los dos equipos que hayan obtenido mayor cantidad de puntos sumando ambos torneos y que no sea ninguno de los campeones. Clasifican a la Copa Sudamericana: Los posicionados en el puesto 5, 6 y 7 de la tabla acumulativa, y el campeón de la Copa Paraguay (que puede o no ser un equipo de Primera División). Descienden los 2 clubes con los peores promedios, considerando los últimos 3 años. | Primera División 12 clubes: de la zona metropolitana y/o del interior (UFI). Clasifican a la Copa Libertadores: El campeón del Apertura, el campeón del Clausura, y los dos equipos que hayan obtenido mayor cantidad de puntos sumando ambos torneos y que no sea ninguno de los campeones. Clasifican a la Copa Sudamericana: Los posicionados en el puesto 5, 6 y 7 de la tabla acumulativa, y el campeón de la Copa Paraguay (que puede o no ser un equipo de Primera División). Descienden los 2 clubes con los peores promedios, considerando los últimos 3 años. | Primera División 12 clubes: de la zona metropolitana y/o del interior (UFI). Clasifican a la Copa Libertadores: El campeón del Apertura, el campeón del Clausura, y los dos equipos que hayan obtenido mayor cantidad de puntos sumando ambos torneos y que no sea ninguno de los campeones. Clasifican a la Copa Sudamericana: Los posicionados en el puesto 5, 6 y 7 de la tabla acumulativa, y el campeón de la Copa Paraguay (que puede o no ser un equipo de Primera División). Descienden los 2 clubes con los peores promedios, considerando los últimos 3 años. | Primera División 12 clubes: de la zona metropolitana y/o del interior (UFI). Clasifican a la Copa Libertadores: El campeón del Apertura, el campeón del Clausura, y los dos equipos que hayan obtenido mayor cantidad de puntos sumando ambos torneos y que no sea ninguno de los campeones. Clasifican a la Copa Sudamericana: Los posicionados en el puesto 5, 6 y 7 de la tabla acumulativa, y el campeón de la Copa Paraguay (que puede o no ser un equipo de Primera División). Descienden los 2 clubes con los peores promedios, considerando los últimos 3 años. | Primera División 12 clubes: de la zona metropolitana y/o del interior (UFI). Clasifican a la Copa Libertadores: El campeón del Apertura, el campeón del Clausura, y los dos equipos que hayan obtenido mayor cantidad de puntos sumando ambos torneos y que no sea ninguno de los campeones. Clasifican a la Copa Sudamericana: Los posicionados en el puesto 5, 6 y 7 de la tabla acumulativa, y el campeón de la Copa Paraguay (que puede o no ser un equipo de Primera División). Descienden los 2 clubes con los peores promedios, considerando los últimos 3 años. |
| 2         | División Intermedia 16 clubes de la zona metropolitana y del interior (UFI). El campeón y el subcampeón ascienden a la primera división. Los 3 clubes con los peores promedios, considerando los últimos 3 años, descienden: si son del interior a la Primera División B Nacional; si son de Asunción o de una ciudad que se encuentra como máximo a 50 km de distancia de esta, a la Primera División B Metropolitana. | División Intermedia 16 clubes de la zona metropolitana y del interior (UFI). El campeón y el subcampeón ascienden a la primera división. Los 3 clubes con los peores promedios, considerando los últimos 3 años, descienden: si son del interior a la Primera División B Nacional; si son de Asunción o de una ciudad que se encuentra como máximo a 50 km de distancia de esta, a la Primera División B Metropolitana. | División Intermedia 16 clubes de la zona metropolitana y del interior (UFI). El campeón y el subcampeón ascienden a la primera división. Los 3 clubes con los peores promedios, considerando los últimos 3 años, descienden: si son del interior a la Primera División B Nacional; si son de Asunción o de una ciudad que se encuentra como máximo a 50 km de distancia de esta, a la Primera División B Metropolitana. | División Intermedia 16 clubes de la zona metropolitana y del interior (UFI). El campeón y el subcampeón ascienden a la primera división. Los 3 clubes con los peores promedios, considerando los últimos 3 años, descienden: si son del interior a la Primera División B Nacional; si son de Asunción o de una ciudad que se encuentra como máximo a 50 km de distancia de esta, a la Primera División B Metropolitana. | División Intermedia 16 clubes de la zona metropolitana y del interior (UFI). El campeón y el subcampeón ascienden a la primera división. Los 3 clubes con los peores promedios, considerando los últimos 3 años, descienden: si son del interior a la Primera División B Nacional; si son de Asunción o de una ciudad que se encuentra como máximo a 50 km de distancia de esta, a la Primera División B Metropolitana. | División Intermedia 16 clubes de la zona metropolitana y del interior (UFI). El campeón y el subcampeón ascienden a la primera división. Los 3 clubes con los peores promedios, considerando los últimos 3 años, descienden: si son del interior a la Primera División B Nacional; si son de Asunción o de una ciudad que se encuentra como máximo a 50 km de distancia de esta, a la Primera División B Metropolitana. | División Intermedia 16 clubes de la zona metropolitana y del interior (UFI). El campeón y el subcampeón ascienden a la primera división. Los 3 clubes con los peores promedios, considerando los últimos 3 años, descienden: si son del interior a la Primera División B Nacional; si son de Asunción o de una ciudad que se encuentra como máximo a 50 km de distancia de esta, a la Primera División B Metropolitana. |
| 3         | Primera División B Metropolitana Clubes de Asunción y de ciudades que se encuentren a una distancia no mayor a 50 km de la capital (18 participantes en el 2024.) El campeón asciende a la Segunda División. El subcampeón juega por el ascenso contra el campeón o el subcampeón de la Primera División B Nacional. 1 o 2 clubes con el peor puntaje acumulado del año descienden a la Primera División C. | Primera División B Metropolitana Clubes de Asunción y de ciudades que se encuentren a una distancia no mayor a 50 km de la capital (18 participantes en el 2024.) El campeón asciende a la Segunda División. El subcampeón juega por el ascenso contra el campeón o el subcampeón de la Primera División B Nacional. 1 o 2 clubes con el peor puntaje acumulado del año descienden a la Primera División C. | Primera División B Nacional Núm. variable (osciló entre 6 y 16) clubes del interior: Los descendidos de la División Intermedia, los clubes provenientes del Clasificatorio de la UFI para la Primera B Nacional o aceptados por reunir las condiciones; y, las selecciones mejor ubicadas (no campeonas) en las Interligas anteriores. En años impares el campeón asciende a la Segunda División y el subcampeón juega por el ascenso contra el subcampeón de la Primera División B. En años pares, el torneo se llama "Promoción Nacional B", y su campeón debe jugar por una plaza contra el subcampeón de la Primera División B. El de peor puntaje total (o los 2 peores) no puede participar en el torneo por una temporada. | Primera División B Nacional Núm. variable (osciló entre 6 y 16) clubes del interior: Los descendidos de la División Intermedia, los clubes provenientes del Clasificatorio de la UFI para la Primera B Nacional o aceptados por reunir las condiciones; y, las selecciones mejor ubicadas (no campeonas) en las Interligas anteriores. En años impares el campeón asciende a la Segunda División y el subcampeón juega por el ascenso contra el subcampeón de la Primera División B. En años pares, el torneo se llama "Promoción Nacional B", y su campeón debe jugar por una plaza contra el subcampeón de la Primera División B. El de peor puntaje total (o los 2 peores) no puede participar en el torneo por una temporada. | Campeonato Nacional de Interligas (bianual) 156 selecciones, una por cada liga regional La selección campeona debe fundarse como un club unificado y sube a la División Intermedia, además: juega la final de la Copa San Isidro contra el campeón uruguayo del interior. (El subcampeón, y a veces semifinalistas, disputan desde el siguiente año la Primera B Nacional junto a clubes del interior). | Campeonato Nacional de Interligas (bianual) 156 selecciones, una por cada liga regional La selección campeona debe fundarse como un club unificado y sube a la División Intermedia, además: juega la final de la Copa San Isidro contra el campeón uruguayo del interior. (El subcampeón, y a veces semifinalistas, disputan desde el siguiente año la Primera B Nacional junto a clubes del interior). | |
| 4         | Primera División C 12 clubes de Asunción y alrededores (2022). El campeón y el subcampeón ascienden a la Primera División B. El de peor promedio considerando los últimos 3 años es desprogramado por una temporada. | Primera División C 12 clubes de Asunción y alrededores (2022). El campeón y el subcampeón ascienden a la Primera División B. El de peor promedio considerando los últimos 3 años es desprogramado por una temporada. | Ligas Regionales, existe un total de 165 ligas regionales, cada una de las cuales tiene su torneo anual propio (nucleadas en 17 federaciones y sumando un total de 1786 clubes). Los clubes de cualquier liga regional, que cuenten con instalaciones adecuadas, pueden solicitar su participación en el Nacional B o en el Clasificatorio de la UFI para el mismo, además optan por seguir jugando o no en su liga respectiva. En las ligas con 2 divisiones: el de peor puntaje o promedio desciende. | Ligas Regionales, existe un total de 165 ligas regionales, cada una de las cuales tiene su torneo anual propio (nucleadas en 17 federaciones y sumando un total de 1786 clubes). Los clubes de cualquier liga regional, que cuenten con instalaciones adecuadas, pueden solicitar su participación en el Nacional B o en el Clasificatorio de la UFI para el mismo, además optan por seguir jugando o no en su liga respectiva. En las ligas con 2 divisiones: el de peor puntaje o promedio desciende. | Cada selección del interior se conforma con los mejores jugadores de los clubes que componen la liga respectiva. | Cada selección del interior se conforma con los mejores jugadores de los clubes que componen la liga respectiva. | |

## Estadios de la Primera División
| Equipo                | Ciudad     | Estadio                     | Capacidad |
| --------------------- | ---------- | --------------------------- | --------- |
| Selección Paraguaya   | Asunción   | Defensores del Chaco        | 42 354    |
| Club Cerro Porteño    | Asunción   | General Pablo Rojas         | 45 000    |
| Club Sportivo Luqueño | Luque      | Feliciano Cáceres           | 27 000    |
| Olimpia               | Asunción   | Manuel Ferreira             | 19 820    |
| Guaireña              | Villarrica | Estadio Parque del Guaira   | 11 000    |
| Libertad              | Asunción   | Tigo La Huerta              | 15 000    |
| General Caballero     | Mallorquin | Estadio Ka'arendy           | 10 000    |
| Sportivo Trinidense   | Asunción   | Martin Torres               | 3 000     |
| Guaraní               | Asunción   | Rogelio Livieres            | 6 500     |
| Nacional              | Asunción   | Arsenio Erico               | 7 000     |
| Resistencia           | Asunción   | Estadio Tomás Beggan Correa | 6 500     |
| Sportivo Ameliano     | Asunción   | José Tomas Silva            | 800       |

## Fútbol femenino
El principal torneo, que desde 2024 lleva el nombre de Campeonato Anual FEM,se juega dos torneos al año (Torneo Apertura y Torneo Clausura). Los campeonatos oficiales de Fútbol Femenino de la Asociación Paraguaya de Fútbol (APF), cuentan con la participación de los 12 clubes, disputándose 11 (once) fechas en la fase regular, 2 (dos) fechas semifinal y 2 (dos) fechas de final por cada campeonato. El formato de disputa será en fase regular, todos contra todos a una sola rueda, clasifican a la semifinal los 4 (cuatro) primeros equipos posicionados en la tabla de posiciones al final de la fecha 11.
Semifinal se juegan dos llaves:
Llave 1: Primer ubicado contra el cuarto ubicado.
Llave 2: Segundo ubicado contra el tercer ubicado.
Los partidos serán de ida y vuelta y clasifican a la siguiente fase los ganadores de las llaves. En caso de empate e igualdad en puntos y goles clasificarán a la final los ubicados en el 1.er y 2.º lugar por mérito deportivo de la fase regular.
Definición del 3.er puesto: Los perdedores de las semifinales, disputarán partidos de ida y vuelta para la definición del 3.er y 4.º lugar en la tabla final. En caso de empate, se ejecutarán tiros penales. Será local en el partido de vuelta el perdedor de la llave 1 de las semifinales. Se incluyen estos 2 partidos.
Final: Partido de ida y vuelta entre los ganadores de las semifinales. En caso de empates se ejecutarán tiros desde el punto penal para determinar al campeón. Las localías del Apertura se invierten para el Clausura.
En total, cuentan con 24 planteles participantes en todas las categorías.
En 2024 se crearon otros torneos de fútbol femenino: la Copa EFE, la Copa Paraguay FEM y la Supercopa FEM.

## Campeonas Torneos Femeninos

### Torneos cortos
| Año  | Torneo   | Campeón                          |
| ---- | -------- | -------------------------------- |
| 2004 | Apertura | Universidad Autónoma de Asunción |
| 2004 | Clausura | Cerro Porteño                    |
| 2005 | Apertura | Libertad                         |
| 2005 | Clausura | Universidad Autónoma de Asunción |
| 2006 | Apertura | Universidad Autónoma de Asunción |
| 2006 | Clausura | Cerro Porteño                    |
| 2007 | Apertura | Cerro Porteño                    |
| 2007 | Clausura | Cerro Porteño                    |
| 2008 | Apertura | Universidad Autónoma de Asunción |
| 2008 | Clausura | Universidad Autónoma de Asunción |
| 2009 | Apertura | Cerro Porteño                    |
| 2009 | Clausura | Universidad Autónoma de Asunción |
| 2011 | Apertura | Universidad Autónoma de Asunción |
| 2011 | Clausura | Cerro Porteño                    |
| 2012 | Apertura | Universidad Autónoma de Asunción |
| 2012 | Clausura | Cerro Porteño                    |
| 2013 | Apertura | Cerro Porteño                    |
| 2013 | Clausura | Cerro Porteño                    |
| 2014 | Apertura | Sportivo Limpeño                 |
| 2014 | Clausura | Cerro Porteño                    |
| 2015 | Apertura | Sportivo Limpeño                 |
| 2015 | Clausura | Cerro Porteño                    |
| 2016 | Apertura | Cerro Porteño                    |
| 2016 | Clausura | Sportivo Limpeño                 |
| 2017 | Apertura | Cerro Porteño                    |
| 2017 | Clausura | Deportivo Capiatá                |
| 2018 | Apertura | Cerro Porteño                    |
| 2018 | Clausura | Cerro Porteño                    |
| 2019 | Apertura | Libertad/Club Sportivo Limpeño   |
| 2019 | Clausura | Libertad/Club Sportivo Limpeño   |
| 2021 | Apertura | Cerro Porteño                    |
| 2021 | Clausura | Cerro Porteño                    |
| 2022 | Apertura | Olimpia                          |
| 2022 | Clausura | Olimpia                          |
| 2023 | Apertura | Olimpia                          |
| 2023 | Clausura | Olimpia                          |

## Palmarés

### Selecciones de fútbol masculino

#### Absoluta
| Competición            | Campeón         | Subcampeón                              | Tercer puesto                                 |
| ---------------------- | --------------- | --------------------------------------- | --------------------------------------------- |
| Copa Mundial de Fútbol | -               | -                                       | -                                             |
| Copa América           | 2 (1953 y 1979) | 6 (1922, 1929, 1947, 1949, 1963 y 2011) | 7 (1923, 1924, 1925, 1939, 1946, 1959 y 1983) |

#### Olímpica
| Competición                            | Campeón         | Subcampeón | Tercer puesto |
| -------------------------------------- | --------------- | ---------- | ------------- |
| Torneo Olímpico de Fútbol              | -               | 1 (2004)   | -             |
| Torneo Preolímpico Sudamericano Sub-23 | 2 (1992 y 2024) | 1 (2004)   | 1 (1984)      |

#### Sub-20
| Competición                    | Campeón         | Subcampeón                        | Tercer puesto                           |
| ------------------------------ | --------------- | --------------------------------- | --------------------------------------- |
| Copa Mundial de Fútbol Sub-20  | -               | -                                 | -                                       |
| Juegos Suramericanos           | 2 (1978 y 2022) | -                                 | -                                       |
| Campeonato Sudamericano Sub-20 | 1 (1971)        | 5 (1964, 1967, 1985, 2009 y 2013) | 6 (1974, 1977, 1979, 1997, 2001 y 2003) |

#### Sub-17
| Competición                    | Campeón | Subcampeón | Tercer puesto         |
| ------------------------------ | ------- | ---------- | --------------------- |
| Copa Mundial de Fútbol Sub-17  | -       | -          | -                     |
| Campeonato Sudamericano Sub-17 | -       | 1 (1999)   | 3 (2001, 2017 y 2019) |

#### Sub-15
| Competición                    | Campeón               | Subcampeón | Tercer puesto         |
| ------------------------------ | --------------------- | ---------- | --------------------- |
| Campeonato Sudamericano Sub-15 | 3 (2004, 2009 y 2024) | -          | 3 (2005, 2017 y 2019) |

### Selecciones de fútbol playa masculino

#### Absoluta
| Competición                  | Campeón  | Subcampeón      | Tercer puesto |
| ---------------------------- | -------- | --------------- | ------------- |
| Copa Mundial de Fútbol Playa | -        | -               | -             |
| Copa América de Fútbol Playa | 1 (2022) | 2 (2016 y 2018) | -             |

#### Sub-20
| Competición                                    | Campeón  | Subcampeón | Tercer puesto |
| ---------------------------------------------- | -------- | ---------- | ------------- |
| Campeonato Sudamericano Sub-20 de Fútbol Playa | 1 (2023) | -          | -             |

### Selecciones de fútbol sala masculino

#### Absoluta
| Competición                 | Campeón | Subcampeón                  | Tercer puesto                     |
| --------------------------- | ------- | --------------------------- | --------------------------------- |
| Copa Mundial de Fútbol Sala | -       | -                           | -                                 |
| Copa América de Fútbol Sala | -       | 4 (1998, 1999, 2015 y 2022) | 5 (1992, 1997, 2003, 2011 y 2017) |

### Selecciones de fútbol femenino

#### Sub-20
| Competición                             | Campeón | Subcampeón            | Tercer puesto         |
| --------------------------------------- | ------- | --------------------- | --------------------- |
| Copa Mundial Femenina de Fútbol Sub-20  | -       | -                     | -                     |
| Campeonato Sudamericano Femenino Sub-20 | -       | 3 (2004, 2014 y 2018) | 3 (2006, 2008 y 2010) |

#### Sub-17
| Competición                             | Campeón | Subcampeón | Tercer puesto         |
| --------------------------------------- | ------- | ---------- | --------------------- |
| Copa Mundial Femenina de Fútbol Sub-17  | -       | -          | -                     |
| Campeonato Sudamericano Femenino Sub-17 | -       | -          | 3 (2008, 2013 y 2016) |

### Selecciones femeninas de fútbol sala

#### Absoluta
| Competición                     | Campeón  | Subcampeón | Tercer puesto |
| ------------------------------- | -------- | ---------- | ------------- |
| Copa América Femenina de Futsal | -        | -          | 1 (2011)      |
| Juegos Suramericanos            | 1 (2022) | 1 (2018)   | -             |

### Clubes
Los clubes asociados a la APF lograron los siguientes títulos de índole internacional.
Fútbol masculino
| Competición                  | Títulos | Año               |
| ---------------------------- | ------- | ----------------- |
| Copa Libertadores de América | 3       | 1979, 1990, 2002. |
| Copa Intercontinental        | 1       | 1979.             |
| Copa Interamericana          | 1       | 1980.             |
| Supercopa Sudamericana       | 1       | 1990.             |
| Recopa Sudamericana          | 2       | 1990, 2003.       |

Nota: Se destaca al Club Olimpia por ser el único equipo paraguayo en ser campeón de una competencia internacional.
Fútbol femenino
| Competición                           | Títulos | Año   |
| ------------------------------------- | ------- | ----- |
| Copa Libertadores de América Femenina | 1       | 2016. |

Futsal masculino
| Competición                 | Títulos | Año   |
| --------------------------- | ------- | ----- |
| Copa Libertadores de Futsal | 1       | 2016. |

Futbol de Playa Masculino
| Competición                          | Títulos | Año        |
| ------------------------------------ | ------- | ---------- |
| Copa Libertadores de Futbol de Playa | 2       | 2022, 2023 |